# آموس آدامز
آموس آدامز (انگلیسی: Amos Adams (footballer)؛ ژوئن ۱۸۸۰ – ۱۹۴۱) یک بازیکن فوتبال بود.
از باشگاه‌هایی که در آن بازی کرده‌است می‌توان به باشگاه فوتبال وست برومویچ آلبیون اشاره کرد.